# Lola González Ruiz
Lola González Ruiz   (Lleó, 1946 - Madrid, 27 de gener de 2015) nom amb què era més coneguda Dolores González Ruiz, va ser una advocadessa laboralista espanyola, supervivent de la Matança d'Atocha el 1977.

## Biografia
Dolores González va néixer a Lleó el 1946, en el si d'una família dedicada al comerç tèxtil. Va estudiar dret i des de molt jove va militar en el Front d'Alliberament Popular, on va coincidir amb Enrique Ruano, la seva parella, que va morir assassinat el 1969, defenestrat quan la Brigada Político-social, amb ell present, practicava un registre en un habitatge. La versió oficial va atribuir la mort de Ruano a un suïcidi, però la família, amb fundades sospites, la va qualificar d'assassinat. Actualment hi ha la convicció unànime que va ser empès pels agents que el custodiaven.
Durant la dècada de 1970 Lola González, juntament amb el seu marit Javier Sauquillo, va militar en el Partit Comunista d'Espanya i va treballar en el despatx d'advocats laboralistes del carrer d'Atocha, número 55, vinculat al PCE i al sindicat Comissions Obreres, dirigit per Manuela Carmena, que durant els anys de la Transició es dedicava a assessorar els treballadors i els moviments reivindicatius veïnals, com els que lideraven Paquita Sauquillo i Cristina Almeida a Madrid.
El 24 de gener de 1977, un grup de terroristes vinculats al partit ultradretà Fuerza Nueva i el Sindicat Vertical de Transports van irrompre en el bufet, van assassinar tres advocats, Javier Sauquillo, Luis Javier Benavides i Enrique Valdelvira Ibáñez, un administratiu, Ángel Rodríguez Leal, i un estudiant de Dret, Serafín Holgado, i van ferir Lola González, Alejandro Ruiz-Huerta Carbonell, Miguel Sarabia Gil i Luis Ramos Marró. González va sofrir seqüeles durant anys i, tal com va reconèixer en una entrevista, la seva vida va estar sempre més marcada per la tragèdia.
En 1987 va concórrer a les eleccions del Parlament Europeu en la llista d'Esquerra Unida, tot i que no va ser elegida.
Va morir a Madrid, el 27 de gener de 2015. L'abril de 2015 va ser homenatjada a la Universitat Complutense de Madrid. El 2024 Rtve va produir la sèrie Las Abogadas basada en els fet reals de la Matança d'Atocha.